# 27172 Brucekosaveach
27172 Brucekosaveach è un asteroide della fascia principale. Scoperto nel 1999, presenta un'orbita caratterizzata da un semiasse maggiore pari a 2,5931934 au e da un'eccentricità di 0,0871468, inclinata di 13,28729° rispetto all'eclittica.